# Vaclav Fomics Nyizsinszkij
Vaclav Fomics Nyizsinszkij; (oroszul: Вацлав Фомич Нижинский, lengyelül: Wacław Niżyński, ukránul: Вацлав Хомич Ніжинський), Kijev, Orosz Birodalom, 1889. február 28. (március 12.) – London, 1950. április 8.) lengyel származású orosz balett-táncos, minden idők legkiválóbb férfitáncosának tartják.

## Karrierje

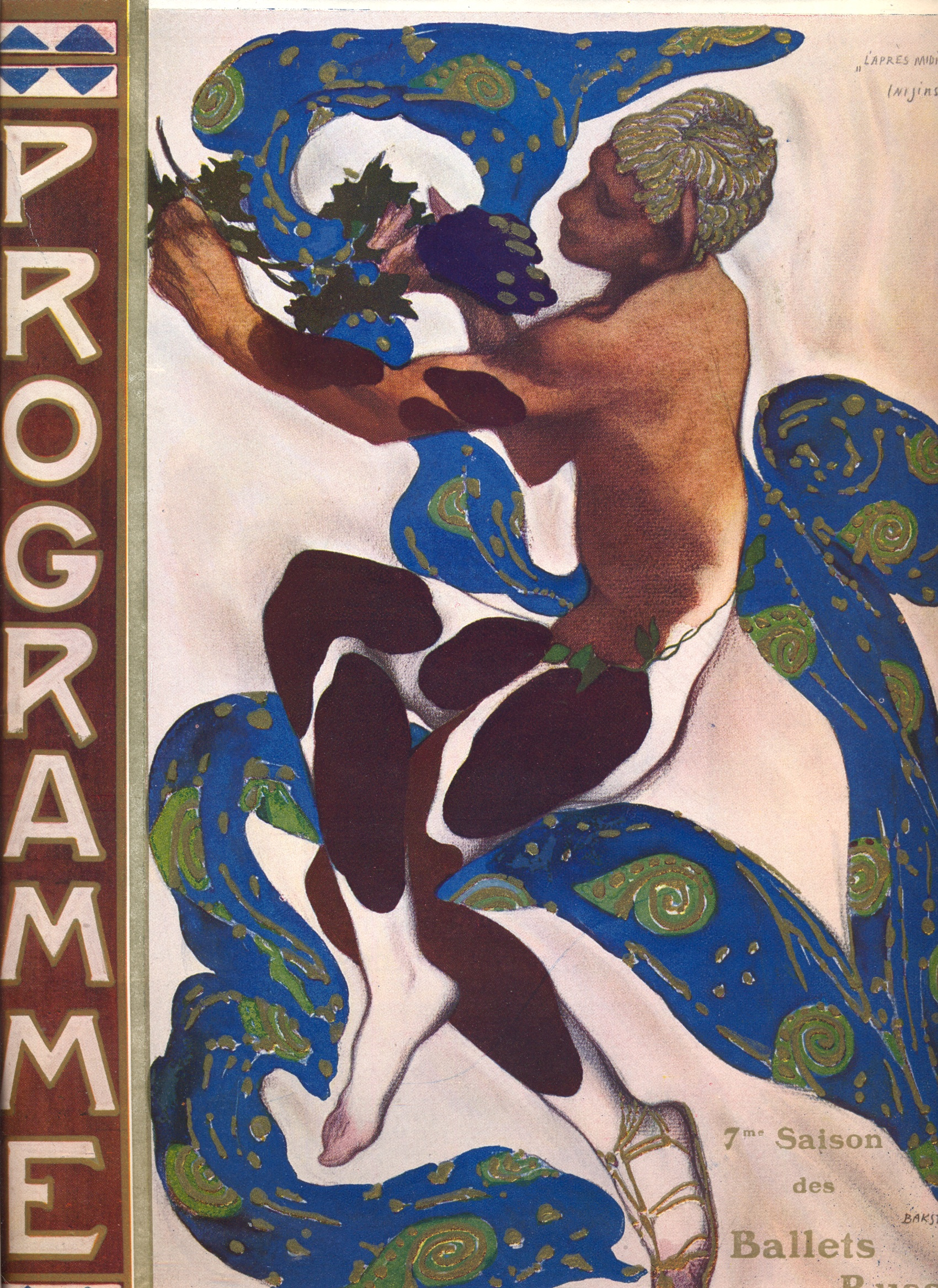
Leon Bakszt festménye: Nyizsinszkij az Egy faun délutánjában

Balett-táncos családba született. Szülei lengyelek voltak, a varsói cári balettban táncoltak. Később apja különböző orosz városokban szerepelt, időnként a fia is fellépett vele.
Nyizsinszkijt 1898-ban beíratták a pétervári színházi főiskolára, Szergej Legat osztályába. Hamar kiderültek rendkívüli képességei.
Már gyermekként is gyakran fellépett. Tizenöt éves korában az Ácis és Galateában (Händel) nyújtott alakítása viharos sikert aratott.
1907-ben, az iskola befejezését követően a Mariinszkij Színházhoz került , és azonnal a társulat első táncosa lett, függetlenül a nem is táncosra jellemző külsejétől: alacsony volt, egyáltalán nem karcsú lábú, és túlzottan fejlett volt az izomzata is. De a színpadon teljesen megváltozott, könnyedség, kifinomult kellem és a stílus tökéletes megértése jelent meg az alakításaiban. Elkápráztatta nézőit legendás ugrásaival („grand jeté”), azzal a képességével, hogy elhitette: a levegőben lebeg. Rendkívüli átváltozó képességgel, kiváló mimikával rendelkezett. Miközben a színpadról mágikus hatást árasztott, az életben hallgatag, barátságtalan ember volt.
Karrierje Szergej Gyagilevvel kötött ismeretsége után ívelt igazán fel, rövid ideig Gyagilev szeretője is lett. Az 1909 és 1913 közötti évek Nyizsinszkij dicsőséges évei voltak. Oroszország első számú szólistájává vált Mihail Fokin koreográfiáiban, a Karnevál, a Seherezádé, a Petruska, a Nárcisz, a Daphnis és Cloé stb. főszerepeiben.
A Mariinszkij társulatából váratlanul eltávolították, amikor a Giselle előadására egy 14. századi mintára készült, erősen testhezálló kosztümben lépett föl, sokkolva ezzel a nézőket, és megdöbbenést keltve a cári páholyban.
1912-ben színpadra állította és eltáncolta az Egy faun délutánját (Claude Debussy). 1913-ban Gyagilev társulata számára Debussy: Játékok c. művét és Sztravinszkij: Tavaszi áldozatát koreografálta és táncolta el. Ezek az előadások az akadémikus balett szabályait felrúgva a kritika és a közönség jó részének heves ellenállásával találkoztak, ugyanakkor Nyizsinszkij ezekkel rakta le a modern balett alapjait.
Pulszky Romola 1912-ben, tizennyolc évesen ott volt édesanyja, Márkus Emília páholyában, amikor a Cári Orosz Balett fellépett Budapesten, és azonnal úgy döntött, hogy a híres táncos lesz a férje. A cél elérésének érdekében beügyeskedte magát a társulatba, és 1913. szeptember 10-én Buenos Airesban (ahová Gyagilev babonából nem utazott el) Vaclav Nyizsinszkij feleségül vette Pulszky Romolát. Amikor a balettigazgató ennek hírét vette, Nyizsinszkijt eltávolította a társulatból. Nyizsinszkij pályája ekkor lényegében kettétört. Az első világháború alatt Magyarországon – mint az ellenséges Oroszország polgárai – elvileg házi őrizetben élt a házaspár, gyakorlatilag pedig Márkus Emília hűvösvölgyi villájában.
Nyizsinszkij 1914-ben saját társulatot alapított. Londonban különösebb siker nélkül léptek fel. 1916-ban Gyagilev számára koreográfiát készített a Till Eulenspiegel vidám csínyjeihez (Richard Strauss), amivel Amerikában turnéztak.
Nyizsinszkijt 1917-től kezdve mentális zavarokkal kezelték. Kibontakozó elmebaja is kezdte megakadályozni fellépéseit. 1919-ben megírta Naplóját (minden bizonnyal valójában Pulszky Romola munkája), ami 1958-ban, Párizsban jelent meg. A feleség heroikus küzdelmet folytatott egész közös életükben a táncos talpra állításáért, könyveket írt és adott ki, szervezett, a kor legjobbjaival, például Junggal kezeltette – lényegében eredménytelenül.
Márkus Emília villájában éltek Budapesten 1944-ig. Nem zárkóztak el a világtól, részt vettek a társasági életben. Nyizsinszkij olykor prófétának, olykor magának a Megváltónak képzelte magát. Szerette, ha fotózzák, a sajtóban is rendszeresen szerepelt, de a balettet életében végérvényesen az őrület váltotta fel.
Romola két lányt szült: Kyrát és Tamarát.
1944-ben a család a bombázások elől Sopronba költözött, ahol a pestinél is borzalmasabb bombázásokat éltek át. A háború után Svájcba emigráltak. 1948-ban a berkshire-i Sunningdale-be költöztek, ahol Romola brit állampolgárságért folyamodott. A táncos 1950-ben hunyt el egy londoni kórházban. 1953-ban a holttestét újratemették a párizsi Montmartre-i temetőban.
Művészete alapjaiban újította meg a balettet. Emléke a színpadi művészetek egyik örök legendájaként él tovább.

## Idézet
Nyizsinszkijről, amikor éppen nem a színpadon állt, senki nem mondta volna meg, hogy tehetséges balett-táncos: alacsony, ám kifejezetten izmos volt, a lábai vastagok, mindemellett pedig hallgatag, barátságtalan ember hírében állott. A színpadon azonban teljesen megváltozott, tökéletes ugrásokkal nyűgözte le a közönséget, és híres volt arról, hogy mozdulatai már-már azt az illúziót keltették, mintha súlytalanul lebegne a deszkák fölött.

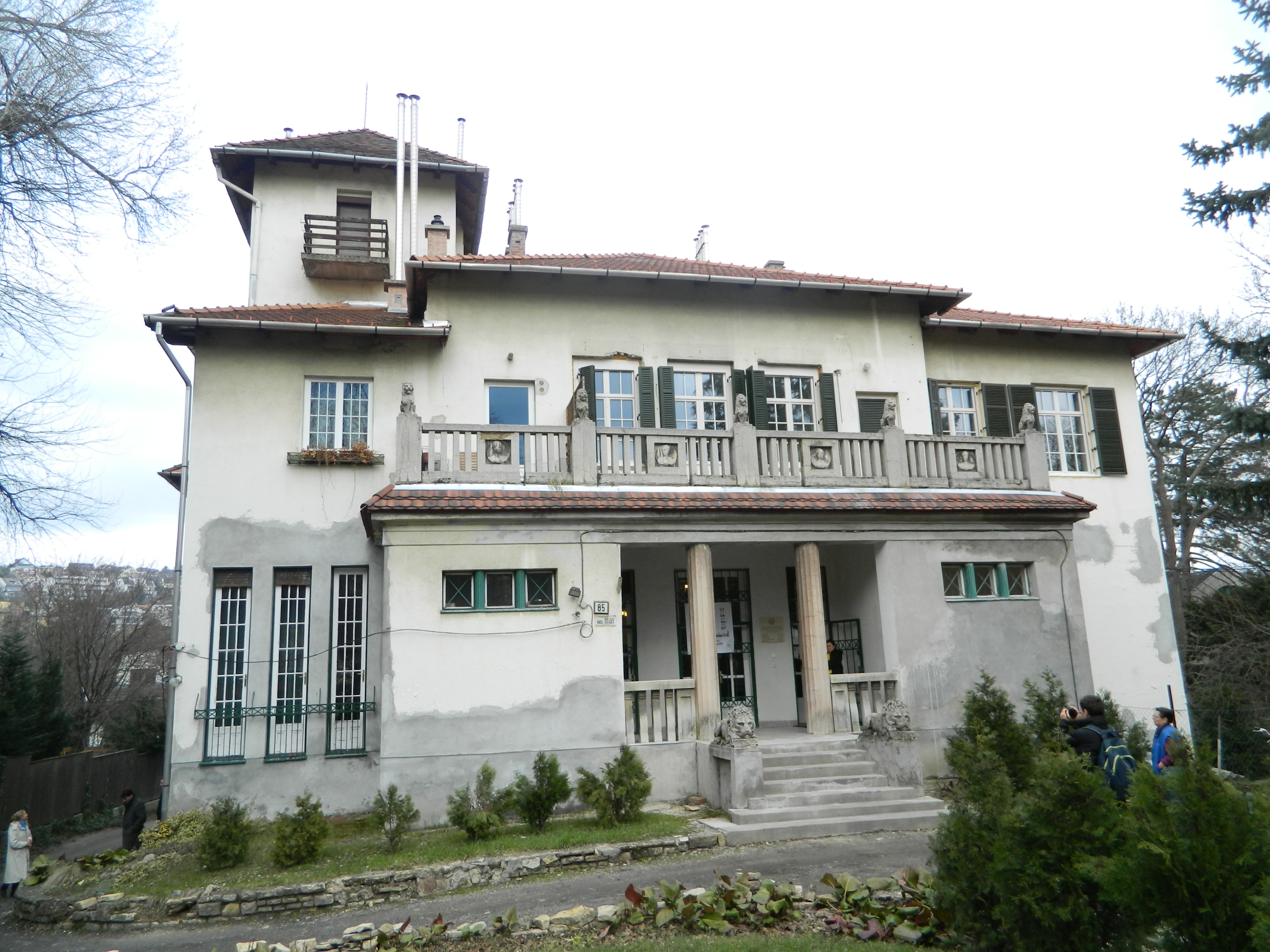
Márkus Emília Villája a Hűvösvölgyben, itt élt Nyizsinszkij 1918-1944 között
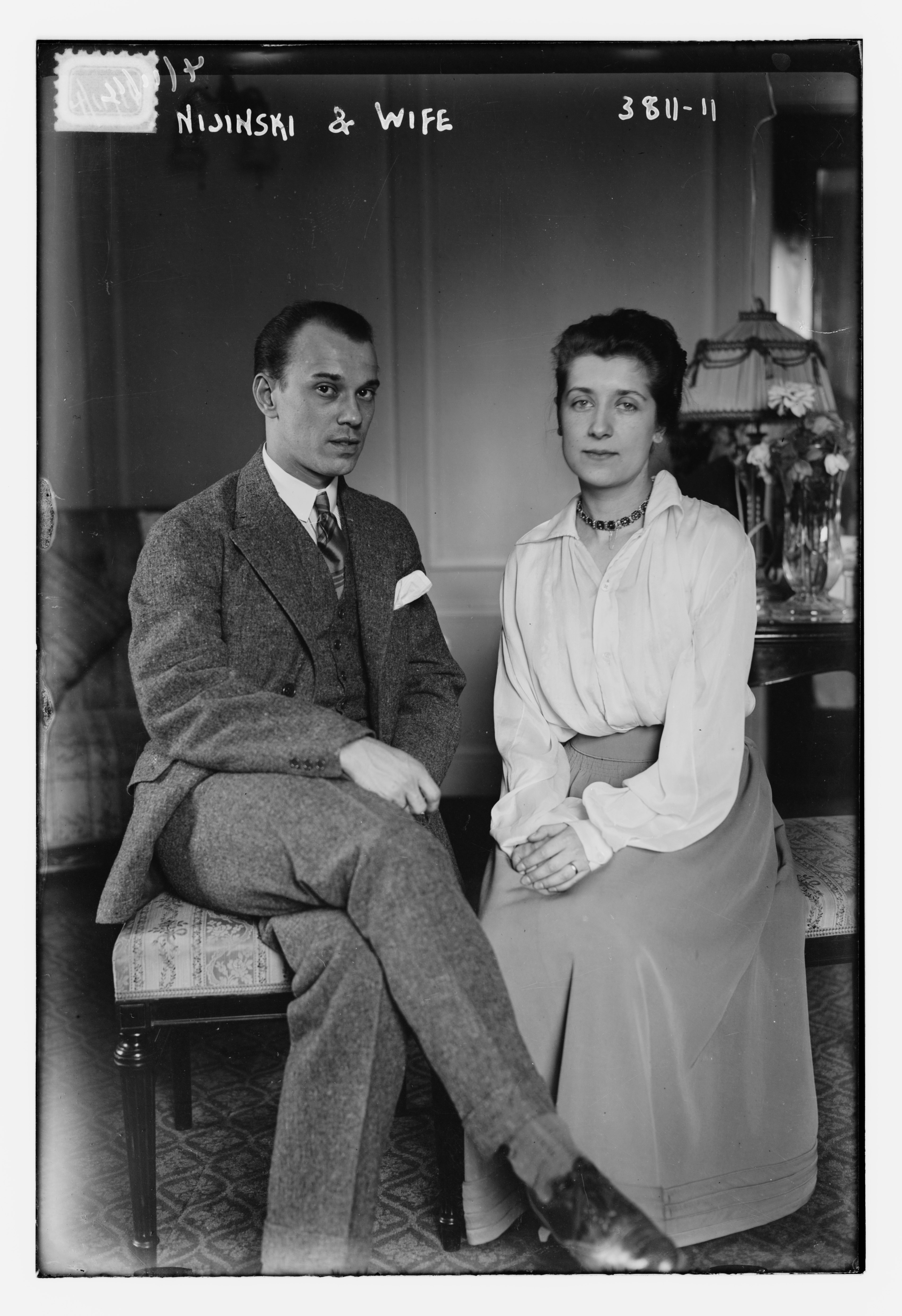
Nyizsinszkij és Pulszky Romola
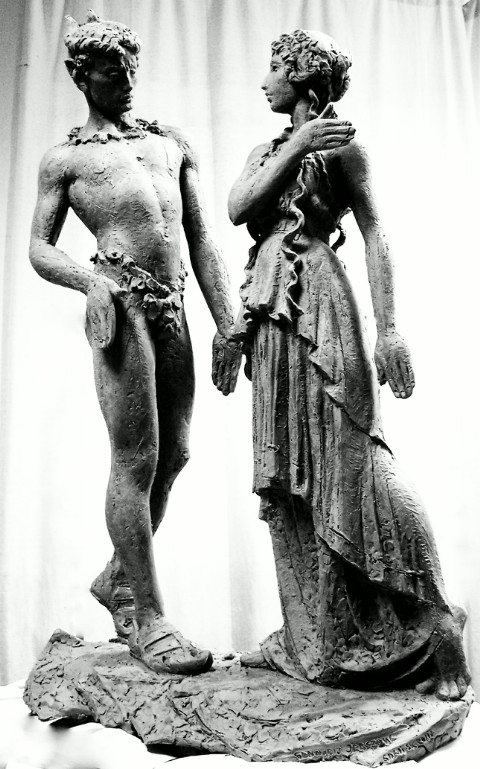
Nyizsinszkij és Bronislava a varsói Nagyszínházban. Gennagyij Jersov szobra
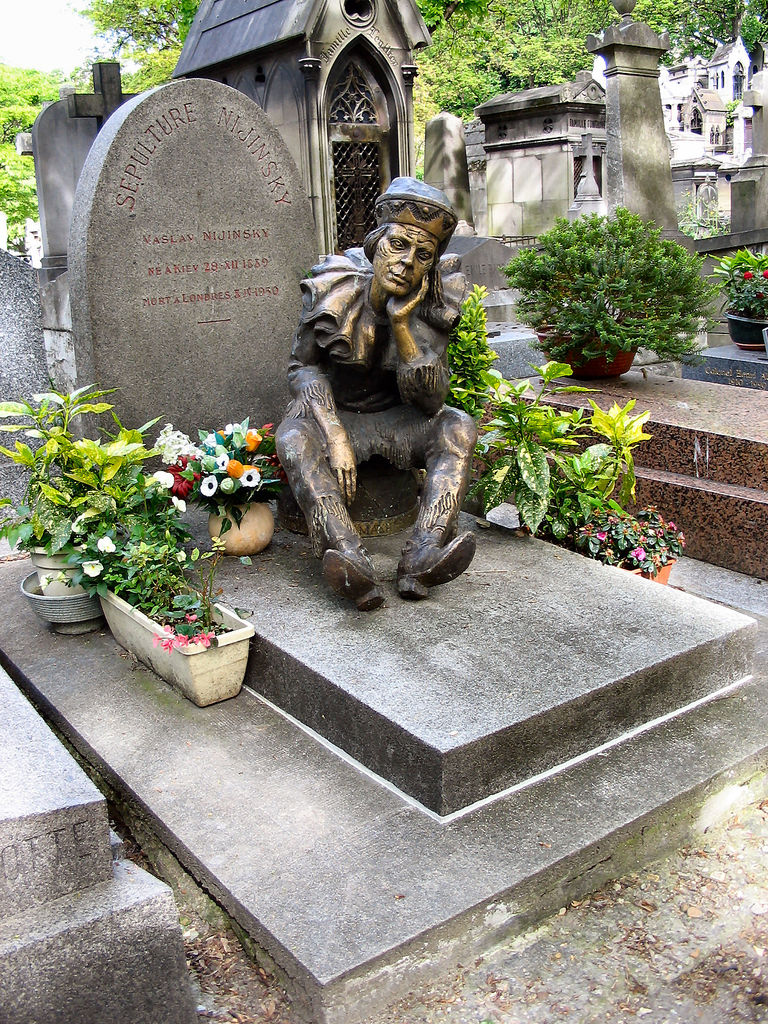
Nyizsinszkij síremléke a párizsi Montmartre-i temetőben

## Magyarul
- Harc Istenért. Nizsinszkij naplója; sajtó alá rend., ford. Nizsinszkij Romola, utóhang Paul Claudel; Grill, Bp., 1942
- Füzetek. Az érzés; ford., jegyz. Szántó Judit, versford. N. Kiss Zsuzsa, előszó Cenner Mihály; Európa, Bp., 1997